# Begonia luochengensis
Espèce
Begonia luochengensis est une espèce de plantes de la famille des Begoniaceae.
Elle a été décrite en 2004 par Shin Ming Ku, Ching I Peng et Yan Liu.